# Autovía A-3
L'autovía A-3, chiamata anche Autovía del Este ("Superstrada dell'Est"), è un'autostrada gratuita spagnola appartenente alla Rete di Strade dello Stato (Red de Carreteras del Estado) che unisce Madrid a Valencia. Corrisponde all'itinerario europeo E901. È una delle sei autostrade gratuite radiali della Spagna che, partendo dalla capitale spagnola posta al centro della penisola, terminano ai margini del Paese (in questo caso sulla costa). Misura 352 km.

## Storia

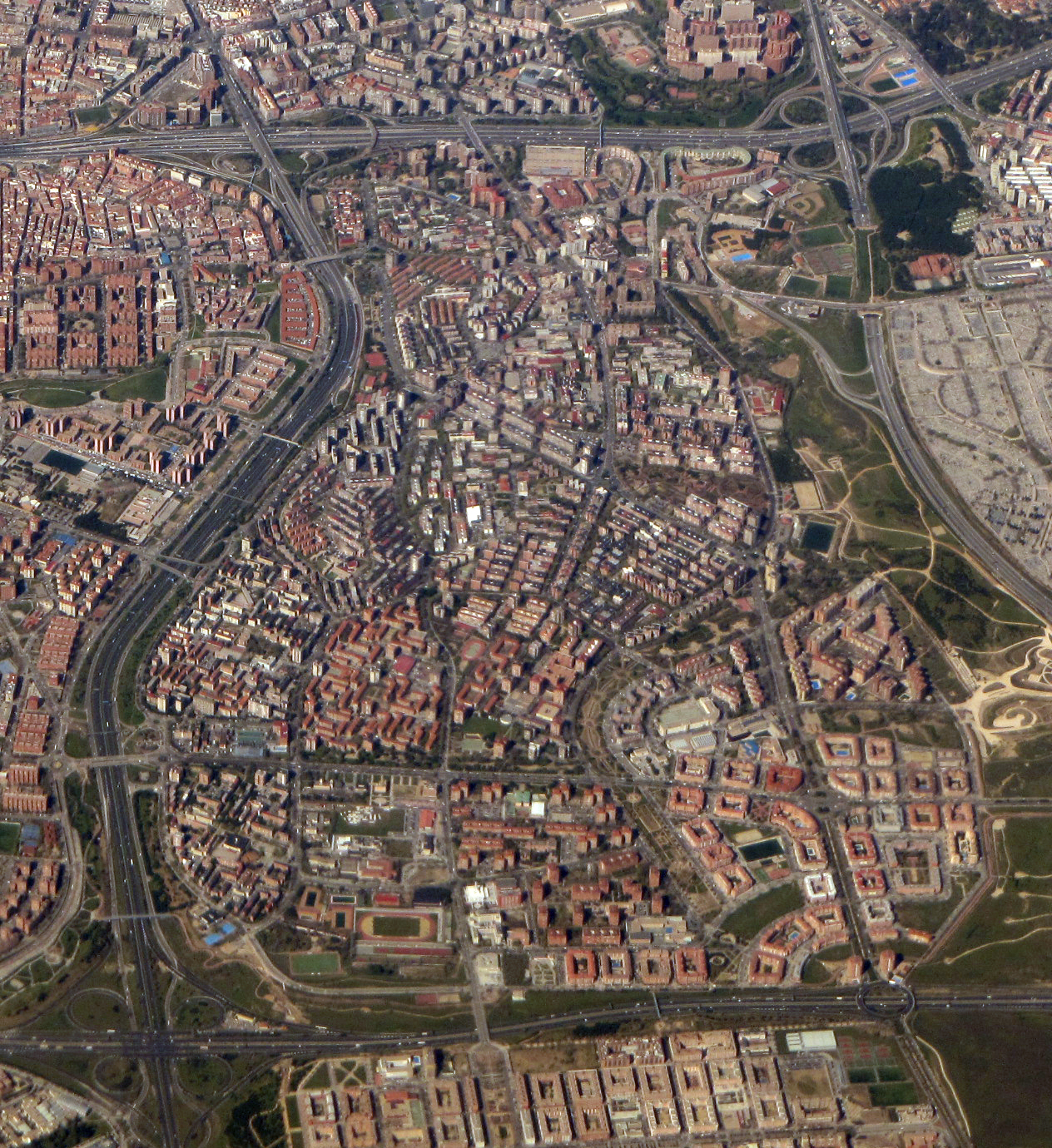
L'A-3 nel suo tratto iniziale a Madrid

Come per molte altre autovías, l'A-3 nasce dal raddoppio di una strada nazionale, nella fattispecie la N-III, e di questa ne ha mantenuto fino al 2003 la denominazione. A parte il primo tratto di 11 km dell'autostrada inaugurato nel 1964 (dall'Avenida del Mediterráneo fino al sobborgo di Santa Eugenia a Madrid), l'A-3 venne aperta al traffico tra il 1990 e il 1998. Al 2018 il tracciato è a tre corsie da Madrid fino allo svincolo con la M-50 (13 km) e negli ultimi 55 km del percorso fino a Valencia. Nel 2007, durante il Governo Zapatero I, mediante il Plan de Renovación de las Autovías de Primera Generación, è stata decisa la costruzione della 3ª corsia nel tratto tra Tarancón e Honrubia (85 km) oltre ad importanti lavori di ammodernamento che includono il rifacimento di alcuni svincoli e la messa in sicurezza di molti tratti considerati pericolosi.

## Percorso
L'autostrada nasce dall'Avenida del Mediterráneo, a sud-ovest della capitale. Esce dalla regione di Madrid al km 70 entrando in Castiglia-La Mancia e proseguendo fino ad Atalaya del Cañavate (km 177) in direzione sud-est. Qui piega verso est entrando nella Comunità Valenciana al km 247 e raggiunge Valencia da ovest immettendosi nella Tangenziale della città (V-30).
Nei suoi 352 km l'A-3 incrocia numerose vie di grande comunicazione; tra le più importanti:
- A Madrid la M-30, la M-40, la M-50 e la R-3;
- A Tarancón l'A-40 Autovía de Castilla-La Mancha Avila-Teruel;
- Ad Atalaya del Cañavate l'A-31 Autovía de Alicante e l'A-43 Autovía del Guadiana per Mérida;
- A Valencia l'AP-7 Autopista del Mediterráneo, l'A-7 Autovía del Mediterráneo e la V-30.